# Protonemura izmiriana
Protonemura izmiriana är en bäcksländeart som beskrevs av Vinçon och Zhiltzova 2004. Protonemura izmiriana ingår i släktet Protonemura och familjen kryssbäcksländor. Inga underarter finns listade i Catalogue of Life.